# Lotte Hi-Mart
Lotte Hi-Mart é uma companhia varejeira sul coreana subsidiaria do Lotte Group.

## História
Foi estabelecida em 1993, originariamente uma companhia da Daewoo, foi incorporada a Lotte em 2012